# Assemblea nazionale del Québec
L'Assemblea nazionale del Québec (in francese: Assemblée nationale du Québec)  è l'organo legislativo della provincia canadese del Québec.

## Storia
L'8 maggio 1984 il caporale Denis Lortie entra nella sede dell'Assemblea nazionale del Québec e apre il fuoco, uccidendo cinque persone e ferendone 13, venendo poi calmato dal sergente René Jalbert, che per questo riceverà la Cross of Valour.